# Бриџ клуб Црвена звезда
Бриџ клуб Црвена звезда је бриџ клуб из Београда. Клуб је део Спортског друштва Црвена звезда.

## Историја
Бриџ клуб Црвена звезда је основан и постао је члан Спортског друштва Црвена звезда 1995. године. Од тада су његови чланови веома успешно представљали овај клуб на београдским, републичким (савезним) и међународним такмичењима, у пару или тиму, како са играчима БК Црвена звезда, тако и са играчима из других клубова. Већина играча су активни репрезентативци у отвореној, дамској и ветеранској селекцији Србије.
Црвена звезда је постала првак СР Југославије за 2001. годину. Нова титула је освојена 2008. Шампиони су постали: Стевица Кикић, Александра Ђорђевић, Сава Сабљић, Борис Алтман, Дејан Јовановић, Марко Перишић и Зоран Колџић. Црвена звезда је 2015. освојила титулу шампиона Србије у бриџу, четврту у својој историји. Шампионски тим Црвене звезде представљали су: Стевица Кикић, Дејан Јовановић, Александар Вучић, Борис Алтман, Игор Ћурлин, Зоран Колџић, Марко Перишић и Вељко Вујчић.